# Grad Momjan
Grad Momjan  (hrvaško Kaštel Momjan, italijansko Momiano, nemško Mimiliano), je bil srednjeveški grad na skalnem pomolu nad dolino potoka Poganja blizu naselja Momjan na severu Istre, ki je bil pozidan že sredi 11. stoletja. Grad dominira nad dolino reke Dragonje. Stoji 232 m nad morjem in vsega 5 km od meje s Slovenijo. Do leta 1835, ko je bil opuščen, je imel grad stanovanjsko funkcijo. 

## Zgodovina
Ime Momiano, Mimilianum na srednjeveških zemljevidih, je prvič omenjeno v cesarski diplomi iz leta 1035, s katero je Henrik IV. ustanovil Istrsko mejno grofijo (Istrski Markizat), nekega Sigharda. Istrski mejni grof Ulrik I. Weimarski je posesti v Istri nad tem območjem dobil z darovnico kralja Henrika IV. iz leta 1064. Naslednji zapis o vasi Mimiliano je iz leta 1102 v darovnici Ulrika II. Weimar-Orlamünde mejnega grofa v Istrski marki Oglejskemu patriarhatu. 
Oglejski  patriarhi so na tem področju postavljali svoje vikarje, ki so bili zadolženi za pobiranje dajatev ali oskrbnike iz vrst svojih ministerialov in vazalov. Leta 1231 se v dokumentu patriarha Bertolda Andeškega pojavi Vicardo de Mimilianis, za katerega ob pomanjkanju virov lahko le predvidevamo, da je bil iz rodbine Devinskih gospodov. Že leta 1234 se Vossalco ali Wascalcus, sin Štefana Devinskega, imenuje 'gospod z Momjana', nato pa ga pod tem pridevkom srečamo še leta 1238 kot razsodnika pri sporu glede vprašanja meje in kot skrbnika patriarha Bertolda v pogajanjih ter v različnih drugih dokumentih. Zgodovinarji menijo, da je ta Vošalk Devinski (1188-1252) na gospostvu, ki ga je dobil v fevd, zgradil grad Momjan. Zanj in za njegove potomce se uporablja pripona de Mimiliani, kar kaže željo te veje družine, da se loči in uveljavi ločeno od glavne veje Devinskih gospodov. Prvi gospodje Momjanski so imeli fevd približno sedemdeset let, od leta 1230 do konca 13. stoletja. Po letu 1249 se v dokumentih pojavijo otroci Vošalka, Conone (Kono) in Biakino (Biaquinus), ki ob ohranjanju vezi na območju Furlanije in Krasa, širijo svoj vpliv zlasti v Istri. (Biakino je bil izvoljen za župana v Piranu leta 1258, v Novigradu 1259 v Poreču leta 1261, Motovunu 1263; njegov brat Kono je bil leta 1259 župan Pirana in leta 1272 tudi Buj. Ambicije po moči, napadih in ropanju v tem obdobju eksplodirajo v nasilje in transverzalna maščevanja, do te mere, da so fevdalni gospodarji z gradu Pietrapelose, brata Kasterman in Henrik, leta 1267 napadla Grad Momjan in zakrivila zločin, vsekakor v nasprotju z viteškimi običaji, in podlo umorili gospoda Biakina v njegovi postelji. Sramota se je morala maščevati v krvi: njegov brat Kono je prosil  za podporo grofa Alberta Goriškega, ki je z vojsko oblegal grad Petrapilosa, ga napadel in osvojil. Lokalna gospoda brata Karsterman in Henrik Petrapiloški sta bila obglavljena na jasi pred njihovo graščino. Kmalu za tem je umrl tudi Kono.
Gospostvo Momjan je v času Kona in Biakina doseglo največjo razširitev in je obsegalo 48 vasi med Istro, Krasom in Furlanijo. Preko poroke Biakina z Gertrudo Rifemberško so Momjanski prepletli vedno tesnejše povezave z goriškimi grofi. 
V vojni, ki se je začela leta 1309 med oglejskim patriarhom in goriškim grofom Henrikom II. proti Beneški republiki se je Biakino  III. Momjanski povezal z Benečani. To dejstvo, skupaj s sodelovanjem v uporu furlanskih plemičev proti patriarhu leta 1310, je prvič povzročilo zasedbo Momjana od Vikarda II. Petrapilose in posledično odvzem fevda nekdanjih lastnikom leta 1311. Patriarh ga je v fevd podelil furlanskim grofom Prampero (nemško: Pranberg), najprej ga je imel Friderik nato pa še Henrik II. grof Prampero, ki ga je naslednjega leta 1312 prodal goriškemu grofu, ki ga je dal upravljati kaštelanu, ki je bil tudi kapitan posesti. 
Leta 1312 je grad Momjan pripadel v fevd Goriškim grofom, ki so ga dajali v sekundarni fevd. Leta 1320 je bil to vojaški uslužbenec (milit) Vošalk, ki se je imenoval tudi Wachspeutel. V Istrskem razvodu iz leta 1325 se Vošalk imenuje Panšpetal ministerial iz Momjana, ki v svoji oporoki leta 1327 prvič omenja grajsko cerkev posvečeno svetemu Štefanu. Nasledila sta ga sinova Degenhard (Ditmar), Perman Markvard in Andrej. Leta 1342 pri delitvi Goriških posesti je Pazinsko grofijo, Momjan in Završje dobil Albert IV. Goriški.
Le leto kasneje pride do sporov in vojne z Benečani, ki jo goriški izgubi, in kapitulacijo mora podpisati osebno v Benetkah 21. oktobra 1344. V pogodbi se je moral obvezati, da bo porušil trdnjavi Momjan in Trviž in jih ne bo več obnavljal. Če je bil Momjan zares porušen, ni podatkov. Benetke so bile kmalu nato soočene s hrvaško-ogrskim kraljem Ludvikom I. Anžujskim in takrat je Momjan izgubil svojo strateško vojaško vrednost. Po pogodbi o nasledstvu je po smrti goriškega grofa Alberta IV. leta 1374 Momjan prešel v roke Habsburžanov. 
Habsburžani so Momjan kot fevd dali družini Chiara iz Završja in Juriju Paradaiserju. Leta 1338 so Goriški grofje v sekundarni fevd dali grad in gospostvo Momjan družini barona Ravnaka (Raunacha), ki ga je imela do leta 1508, ko so ga zasedli Benečani. Grad je leta 1510 priključen mestu Piran, ki je v gradu namestila 4 vojake. Baroni Ravnaki ga potem znova posedujejo od 1535 do 1548. 
Po ponovni osvojitvi gradu s strani Benečanov sta barona Jernej in Jakob Ravnak leta 1548 preko posrednikov grad in gospostvo za 5550 dukatov prodala grofu Simonu I. Roti. Grad in gospostvo je sicer upravljal njihov upravnik Alojzij de Elio iz Kopra. 
Grofje Rote so bili tudi zadnji lastniki gradu. Ko je leta 1540 Simon s svojimi otroki Horacijem (roj. 1528) in Giovannijem (ali Zuanne, roj. 1531) prispel v Istro, je bil vdovec. V Piranu se je poročil z beneško plemkinjo Adriano Venier, ki je imela še dva sinova, Girolama in Valerija, je nastala nova puljsko-beneška linija družine Rota. Simon je prevzel naslov grof Rota Momjanski in temeljito obnovil grad in grajsko župnijska cerkev. V času Simona II. Rote (1569-1631) je bil izdelan tudi popis imetja, ki je znan kot Momjanski kataster, ki se je dopolnjeval vse do leta 1630. Grad je bil popolnoma zapuščen v drugi polovici 18. stoletja; takrat je grof Horacij IV. zgradil novo družinsko graščino grofov Rota v Spodnji vasi Pomjan. Po obnovi fevdalne ureditve, ki so jih ukinili Francozi, je avstrijska vlada 14. maja 1829 znova potrdila naslov Grofje Rota Momjanski. Rote so zapustili grad leta 1835 in se preselili v dvorec v samem kraju, ki so ga upravljali vse do leta 1868.